# 官僚出身の帝国議会議員一覧
大日本帝国憲法下の日本において、官僚（文官）出身で帝国議会議員となった人物の一覧。

## あ行
- 青木一男
- 青木周蔵
- 赤木正雄
- 浅野長勲
- 芦田均
- 安倍能成
- 荒井賢太郎
- 有田八郎
- 有松英義
- 有馬頼寧
- 有吉忠一
- 飯沼一省
- 井川忠雄
- 伊沢多喜男
- 石井菊次郎
- 石井忠恭
- 石井光次郎
- 石黒忠篤
- 石渡荘太郎
- 石渡敏一

- 市来乙彦
- 伊藤述史
- 伊東巳代治
- 井上孝哉
- 井上赳
- 井上勝
- 井野碩哉
- 今村和郎
- 入江貫一
- 入江俊郎
- 岩田宙造
- 上田萬年
- 潮恵之輔
- 牛塚虎太郎
- 内田康哉
- 内田重成
- 内海忠勝
- 江木千之
- 江木翼
- 遠藤柳作

- 大麻唯男
- 大浦兼武
- 正親町実正
- 大木操
- 大久保利武
- 大久保留次郎
- 太田正孝
- 大塚惟精
- 大野緑一郎
- 大場茂馬
- 大橋八郎
- 大東義徹
- 大村清一
- 岡田良平
- 岡野敬次郎
- 岡部長景
- 岡部長職
- 小川郷太郎
- 奥田義人
- 小倉正恒

- 小原直
- 折田平内

## か行
- 片岡直温
- 加藤高明
- 金森徳次郎
- 金子堅太郎
- 何礼之
- 賀屋興宣
- 唐沢俊樹
- 河井彌八
- 川口武定
- 川崎祐名
- 川崎卓吉
- 川島正次郎
- 河田烈
- 川村竹治
- 河原田稼吉
- 木内重四郎
- 木内四郎
- 菊池大麓
- 岸信介
- 木戸幸一

- 木梨精一郎
- 木下広次
- 清浦奎吾
- 九鬼隆一
- 楠本正隆
- 国沢新兵衛
- 倉富勇三郎
- 黒田清綱
- 郷純造
- 光妙寺三郎
- 神鞭知常
- 古賀廉造
- 児島惟謙
- 小平権一
- 兒玉秀雄
- 後藤新平
- 後藤文夫
- 小牧昌業
- 小村壽太郎
- 小山松吉

## さ行
- 斎藤樹
- 阪本釤之助
- 迫水久常
- 佐々木高行
- 鮫島武之助
- 重光葵
- 宍戸璣
- 幣原喜重郎
- 篠原陸朗
- 島田三郎
- 下条康麿
- 霜山精一
- 勝田主計
- 正力松太郎
- 白鳥敏夫
- 白根竹介
- 末松謙澄
- 杉浦重剛
- 鈴木喜三郎
- 鈴木充美

- 関屋貞三郎
- 関義臣
- 千石興太郎
- 仙石貢
- 添田敬一郎
- 添田壽一

## た行
- 高崎親章
- 高橋是清
- 高橋新吉
- 高橋琢也
- 武富済
- 竹山祐太郎
- 田子一民
- 田中耕太郎
- 田中武雄
- 田中都吉
- 田中好
- 田中隆三
- 田辺治通
- 次田大三郎
- 津田真道
- 鶴見祐輔
- 出淵勝次
- 田健治郎
- 東郷茂徳
- 徳川篤敬

- 徳川家達
- 徳川家正
- 徳川頼倫
- 徳大寺実則
- 床次竹二郎
- 富田健治
- 富田鐵之助

## な行
- 永井松三
- 中井弘
- 長岡護美
- 中川健藏
- 中川小十郎
- 中島錫胤
- 長谷信篤
- 永田秀次郎
- 仲小路廉
- 中橋徳五郎
- 中村謙一
- 中村弥六
- 中村是公
- 鍋島直大
- 奈良原繁
- 南郷茂光
- 西周
- 西久保弘道
- 西村茂樹

## は行
- 鳩山和夫
- 馬場鍈一
- 濱尾新
- 濱尾四郎
- 濱口雄幸
- 早川崇
- 林友幸
- 原敬
- 原夫次郎
- 樋貝詮三
- 東久世通禧
- 平井晴二郎
- 平田東助
- 平塚廣義
- 平沼騏一郎
- 平山成信
- 廣澤辨二
- 広瀬久忠
- 広田弘毅
- 藤沼庄平
- 二上兵治

- 船越衛
- 船田中
- 星野直樹
- 細川潤次郎
- 穂積八束
- 堀切善次郎

## ま行
- 前島密
- 前田正名
- 牧野英一
- 牧野良三
- 槇村正直
- 松井慶四郎
- 松井茂
- 松井春生
- 松岡康毅
- 松岡洋右
- 松嶋鹿夫
- 松平定教
- 松平康昌
- 松田正久
- 松室致
- 松本烝治
- 丸山作楽
- 丸山鶴吉
- 水野錬太郎
- 南弘

- 美濃部達吉
- 三宅正太郎
- 宮澤裕
- 宮島誠一郎
- 宮田光雄
- 陸奥宗光
- 村井八郎
- 村上義一
- 村上恭一
- 村田省蔵
- 目賀田種太郎
- 守屋栄夫
- 森山茂
- 諸橋襄

## や行
- 安井英二
- 柳原前光
- 矢野庄太郎
- 山内豊誠
- 山岡萬之助
- 山縣伊三郎
- 山川建
- 山崎達之輔
- 湯浅倉平
- 湯川寛吉
- 湯沢三千男
- 横井時雄
- 横田千之助
- 横山助成
- 芳川顕正
- 芳澤謙吉
- 吉田茂
- 吉田茂 (内務官僚)
- 吉田久
- 吉野信次

## わ行
- 若槻禮次郎
- 若宮貞夫
- 渡辺千秋
- 渡辺洪基